# Konrad Löw
Konrad Löw (* 25. Dezember 1931 in München) ist ein deutscher Jurist und Politologe.

## Leben
Konrad Löw studierte Rechtswissenschaften sowie philosophische, historische und volkswirtschaftliche Studien und schloss das Studium 1955 mit der 1. Juristischen Staatsprüfung ab. Danach übernahm er mehrere Lehraufträge für Zivil- und Staatsrecht und politische Wissenschaften an der Münchner Volkshochschule, dann an der früheren Pädagogischen Hochschule München und später auch an der Hochschule für Politik München.
In den Jahren 1959/60 machte er die 2. Juristische Staatsprüfung und trat von 1960 bis 1964 in den Verwaltungsdienst für den Freistaat Bayern ein. Danach stieg Löw 1965 in den Verwaltungsdienst beim Bundeskanzleramt auf, für das er bis 1972 tätig war. Zwischenzeitlich lehrte er immer wieder als Dozent an der Hochschule für Politik in München.
Von 1972 bis 1975 war Löw Professor für Politikwissenschaft an der Universität Erlangen-Nürnberg und ab 1975 Professor für politische Wissenschaft an der Universität Bayreuth. 1980 wurde er Leiter der Fachgruppe Politik der Gesellschaft für Deutschlandforschung. 1999 wurde er emeritiert.
Er ist seit 1959 verheiratet und hat fünf Kinder.

## Wirken
Seit 1990 ist Löw Mitglied des Vorstands der Internationalen Gesellschaft für Menschenrechte (IGfM). Seit 2000 ist er Kuratoriumsmitglied des Forums Deutscher Katholiken. Außerdem ist er Justiziar des Arbeitskreises Christlicher Publizisten.
Löws Forschungsschwerpunkt ist die Totalitarismustheorie, besonderes Augenmerk richtet er dabei auf den Kommunismus. Löw veröffentlichte u. a. Arbeiten in der Zeitschrift für Politik, der Zeitschrift für Geschichtswissenschaft, der Kölner Zeitschrift für Soziologie und Sozialpsychologie, den Zeitschriften Recht und Politik, Osteuropa, den Jahrbüchern für Geschichte Osteuropas und im Deutschland-Archiv. Beiträge lieferte er auch in neurechten Zeitschriften wie Criticón und Sezession sowie in der am kritischen Rationalismus orientierten Zeitschrift Aufklärung und Kritik.

## Schwerpunkte seines wissenschaftlichen Werks

### Totalitarismustheorie
Löw gründet seine politikwissenschaftlichen Analysen auf Totalitarismustheorien. Seine Arbeiten sind auch Grundlagen für die Extremismusforscher Uwe Backes und Eckhard Jesse und das Hannah-Arendt-Institut für Totalitarismusforschung (HAIT).

### Zu Karl Marx
Ausgehend von Zitaten von Karl Marx und Friedrich Engels versucht Löw den „Mythos Marx“ zu relativieren. Großen Raum nehmen in seinen Schriften persönliche Verfehlungen von Marx ein, die er auch im Zusammenhang mit späteren Verbrechen, die im Namen des Marxismus begangen worden seien, sieht. Er macht Karl Marx mitverantwortlich für den Antisemitismus in Deutschland und versucht nachzuweisen, dass Karl Marx und Friedrich Engels nichts Nennenswertes zur Philosophie, Ökonomie und Geschichtswissenschaft beigetragen haben.

## Anerkennung, Kritik und Kontroversen

### Die Wirkung von Löws Marxismuskritik
Löws Werke waren in der DDR verboten. Günter Schabowski, Chefredakteur des Neuen Deutschland und ab 1984 Mitglied des SED-Politbüros, bekannte nach der Wende: „Löws Schriften – es waren nicht die einzigen aus den Giftschränken des freien Geistes, die ich in den Neunzigern verschlungen habe, ... lieferten mir befreiende Röntgenaufnahmen der roten Säulenheiligen.“

### Vorwurf des Geschichtsrevisionismus
Ab etwa dem Jahr 2000 wandte sich Löw der Frage zu, in welchem Maße die deutsche Bevölkerung die mörderische Judenverfolgung des Nationalsozialismus mitgetragen hat. Obwohl Löw sich dabei primär auf jüdische Quellen stützt, haben ihm einige seiner Aussagen zu diesem Thema den Vorwurf des Geschichtsrevisionismus eingetragen. Dem Rezensenten Thomas Forster zufolge hat Löw den Antisemitismus in der Kaiserzeit in seinem Buch Die Schuld bagatellisiert. Antisemitismus habe in Deutschland erst die Weimarer Republik hervorgebracht. Nach dieser Darstellung von Forster, Fachreferent für Dokumentenmanagement des Erzbischöflichen Ordinariats München, hält Löw diesen Antisemitismus für gerechtfertigt und nennt als Begründung: „die enorme Beteiligung von Juden an den von der Bevölkerungsmehrheit verhassten Revolutionen in Russland, in Bayern, in Ungarn“. Forster bewertet das Buch Die Schuld als „Versuch, Wissenschaft als Medium der Politik zu missbrauchen und hinter den Masken eines aufrechten Katholiken und integeren Wissenschaftlers revisionistische Geschichtspolitik zu betreiben. Die Absicht des Buches, moralische Fragen von Schuld und Sühne mit allenfalls populärwissenschaftlicher Methodik beantworten zu wollen, steht sowohl fern des historischen, als auch außerhalb des theologischen Diskurses. Hinsichtlich methodischer Schwäche und Ignoranz gegenüber ernsthafter Forschung bleibt freilich erstaunlich und bemerkenswert, dass ein derartiges Elaborat von einem deutschen Hochschulprofessor vorgelegt wurde.“ Olaf Blaschke beanstandet, dass Löw der Ansicht sei, zu leichtfertig werde „jedwede Kritik an Juden … Antisemitismus“ genannt, und dass Löw fordere, man müsse fragen, „ob die Kritik der Sache nach irgendwie gerechtfertigt war.“
Kontroversen löste sein Buch Das Volk ist ein Trost aus. Die zentralen Ergebnisse dieses Werks hat er in einem Zeitungsbeitrag dargelegt. Nach Auffassung von Kritikern seiner Thesen lag die „besondere Brisanz“ dieses Beitrags auch darin, dass er Zeugnisse von jüdischen Deutschen anführt. So zitiert er unter anderem Victor Klemperer, Inge Deutschkron, Willy Cohn und Bella Fromm.
Der Historiker Wolfgang Benz warf Löw vor, dass diese Zitate „willkürlich zusammengeklaubt“ seien „und das äußerst dilettantisch“. Zitierte Personen hätten in Leserbriefen Einspruch erhoben. In einem Fall habe Löw den Autor verwechselt. Löw versuche, „mit solch hanebüchenen Methoden etwas zu ‚beweisen‘“. Benz übte keineswegs nur handwerkliche Kritik. Er hielt den Artikel für „Ideologieproduktion“, indem Löw „willkürlich Zitate“ suche, „um eine vorgefasste Meinung zu stützen“. Benz trat unter Hinweis auf seine eigene Forschung (Die Juden in Deutschland 1933–1945) der Beschuldigung Löws entgegen, der deutschsprachigen Holocaustforschung seien Juden und ihre Zeugnisse „unerwünscht“, sofern sie das deutsche Volk „entlasteten“.
Löw verwahrte sich gegen den Vorwurf, „vorgefasste Meinungen“ stützen zu wollen. „Als Sohn eines behördlich anerkannten NS-Opfers“ habe er „nicht die geringste Veranlassung, den vielen Mitläufern von damals Persilscheine auszustellen“. Das Ergebnis seiner Forschungen laute, dass „die große Mehrheit des deutschen Volkes Hitlers mörderische Judenpolitik nicht gutgeheißen hat“. Er habe „über einhundert jüdische Opfer in den Zeugenstand rufen“ können, die aussagten, dass „sich die Mehrheit der Deutschen nicht von Hitlers maßlosem Judenhass anstecken ließ“.
Löws 2010 erschienenes Werk Deutsche Schuld 1933–1945? Die ignorierten Antworten der Zeitzeugen sieht sich erneut dem Vorwurf des Revisionismus ausgesetzt. In diesem Werk versucht Löw sogar mit 354 Zeugnissen jüdischer Deutscher den Beweis, dass die große Mehrheit der (nichtjüdischen) Deutschen die nationalsozialistische Judenverfolgung abgelehnt hätten. Der Historiker Raphael Gross kritisiert indes, mit einseitigen Quellen suggeriere Löw, „dass ‚die Deutschen‘ für den Holocaust keine Schuld trügen – sondern nur eine ganz bestimmte Gruppe von Nazis“. Ebenfalls bagatellisiere er den Antisemitismus und stelle dagegen die Hilfsbereitschaft der Deutschen in den Vordergrund, was er mit beliebigem Zitieren „jüdischer“ Quellen stütze. Das Vorgehen Löws haben Wolfgang Benz als „hanebüchen“ – „Ideologieproduktion“ und Trude Maurer als „Weißwaschung“ bezeichnet.

### AufsatzDeutsche Identität in Verfassung und GeschichteimDeutschland-Archiv
Einen Skandal verursachte die Rücknahme der Veröffentlichung seines Aufsatzes Deutsche Identität in Verfassung und Geschichte in der Zeitschrift Deutschland-Archiv der Bundeszentrale für politische Bildung. Der Beitrag wurde heftig angegriffen, weil Kritiker darin einen Rückgriff Löws auf antisemitische Stereotype sahen. So bezeichnete Sven Felix Kellerhoff den 10-seitigen Text „Deutsche Identität in Verfassung und Geschichte“ als „ziemlich krude(n) Unsinn“ und als „intellektuelle Selbstentleibung eines einst angesehenen Marxismus-Kritikers“.
Die Bundeszentrale (bpb) distanzierte sich nach dem Erscheinen „aufs Schärfste“ und entschuldigte sich in einem Rundbrief an die 5500 Abonnenten der Zeitschrift bei allen, die sich „durch den Beitrag verunglimpft fühlen“, und verfügte, die gesamte Restauflage des Heftes einzustampfen. Das Bundesverfassungsgericht rügte das Verhalten der Bundeszentrale gegenüber Löw: die von einer staatlichen Einrichtung zu erwartende Ausgewogenheit und rechtsstaatliche Distanz habe gefehlt, und Löw sei in seinen allgemeinen Persönlichkeitsrechten verletzt worden. Das Gericht stellte zwar fest, dass es der Bundeszentrale „grundsätzlich nicht verwehrt“ sei, „Extremmeinungen am Rande des politischen Spektrums nicht zu berücksichtigen und sie als solche zu bezeichnen“; die im Fall Löws erfolgte explizite Distanzierung gehe aber deutlich hinaus über das berechtigte Anliegen der Bundeszentrale, den Anschein zu beseitigen, sie biete extremistischen Positionen ein publizistisches Forum, und sei daher unverhältnismäßig gewesen.

### Vereinigungskirche
1987 hielt Konrad Löw ein Referat im Forum für geistige Führung der CAUSA Deutschland e. V. In den 1990er Jahren geriet er wegen seines Eintretens für die Vereinigungskirche in die Kritik.

## Veröffentlichungen
- als Hrsg.: Betrogene Hoffnung. Aus Selbstzeugnissen ehemaliger Kommunisten. Sinus-Verlag, Krefeld 1978, ISBN 3-88289-012-6.
- Warum fasziniert der Kommunismus? – Eine systematische Untersuchung. 1980.
- Die Lehre des Karl Marx – Dokumentation, Kritik. 1982.
- Kann ein Christ Marxist sein? Mit einem Vorwort von Christa Meves 1987.
- Terror. Theorie und Praxis im Marxismus. 1991.
- … bis zum Verrat der Freiheit – Die Gesellschaft der Bundesrepublik und die „DDR“. 1993.
- als Hrsg.: Totalitarismus. 1993.
- Ursachen und Verlauf der deutschen Revolution 1989. 1993.
- als Hrsg.: Verratene Treue. Die SPD und die Opfer des Kommunismus. 1994.
- Von „Hexen“ und Hexenjägern. Die Moonies und die Glaubensfreiheit. 1994.
- Der Mythos Marx und seine Macher. Wie aus Geschichten Geschichte wird. Langen Müller, München 1996, ISBN 3-7844-2567-4.
- mit Eckhard Jesse (Hrsg.): Vergangenheitsbewältigung (= Schriftenreihe der Gesellschaft für Deutschlandforschung. Band 54). Duncker & Humblot, Berlin 1997, ISBN 3-428-09183-3.
- Kam das Ende vor dem Anfang? – 150 Jahre Manifest der Kommunistischen Partei. 1998.
- Für Menschen mit kurzem Gedächtnis. Das Rostocker Manifest der PDS. 1998.
- Grundzüge der Demokratie. Die politische Ordnung der Bundesrepublik Deutschland. 1998.
- mit Eckhard Jesse: Wahlen in Deutschland. 1998.
- Das Rotbuch der kommunistischen Ideologie. 1999.
- mit Eckhard Jesse: 50 Jahre Bundesrepublik Deutschland. 1999.
- Marx und Marxismus. 1997.
- (Hrsg.): Zehn Jahre deutsche Einheit. 2001.
- Im heiligen Jahr der Vergebung. 2002.
- Die Schuld. Christen und Juden im Urteil der Nationalsozialisten und der Gegenwart. 2002, ISBN 3-935197-21-7; wieder 2003, gleiche ISBN.
- Mythos Marx. In: Aufklärung und Kritik. Sonderheft 10: Was bleibt vom Marxismus? S. 3–26 (PDF; 83 kB).
- Metakritik der Marxkritik. Meine Antwort auf Dr. Michael Schmidt-Salomon. In: Aufklärung und Kritik. Sonderheft 10: Was bleibt vom Marxismus? S. 45–52 (PDF; 29 kB).
- „Das Volk ist ein Trost“. Deutsche und Juden 1933–1945 im Urteil jüdischer Zeitzeugen. Olzog Verlag, München 2006, ISBN 3-7892-8156-5.
- Die Münchner und ihre jüdischen Mitbürger 1900–1950 im Urteil der NS-Opfer und -Gegner. 2008.
- Hitler in uns? Vom richtigen Umgang mit unserer Vergangenheit. Manuscriptum Verlagsbuchhandlung, Waltrop/Leipzig 2009, ISBN 978-3-937801-48-3.
- Deutsche Schuld 1933–1945? Die ignorierten Antworten der Zeitzeugen. Vorwort von Klaus von Dohnanyi, Nachwort von Alfred Grosser. Olzog, München 2010, ISBN 978-3-7892-8328-4.
- Adenauer hatte recht. Warum verfinstert sich das Bild der unter Hitler lebenden Deutschen? Nachwort von Alfred de Zayas. Verlag Inspiration Unlimited, London 2014, ISBN 978-3-9812110-8-5.
- „Lasst uns trotzdem weiterkämpfen!“ – Erfahrungen mit dem Versuch, „Verantwortung vor Gott und den Menschen“ zu leben. Eine Autobiografie. Gerhard Hess Verlag, Bad Schussenried 2015, ISBN 978-3-87336-533-9.
- Stolz ein Deutscher zu sein? Das verräterische Schweigen der Widerkläger und die Zivilcourage. Mit einem Vorwort von Prof. Werner Münch. Gerhard Hess Verlag, Bad Schussenried 2021, ISBN 978-3-87336-730-2.